# Lesley Blignaut
Lesley Blignaut, née en 2000, est une nageuse sud-africaine. 

## Carrière
Lesley Blignaut obtient la médaille d'argent du 50 mètres papillon aux Championnats d'Afrique de natation 2016 à Bloemfontein. Elle remporte ensuite la médaille d'or aux relais 4 x 100 mètres nage libre et 4 x 100 mètres quatre nages ainsi que la médaille d'argent du relais 4 x 100 mètres nage libre mixte aux Championnats d'Afrique de natation 2018 à Alger.